# Friedrich Christian Diez

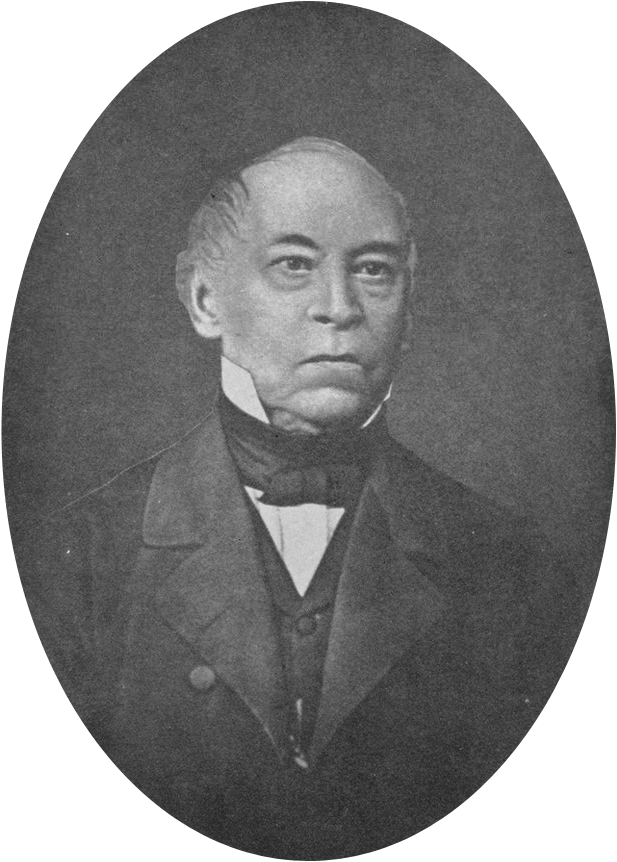
Friedrich Christian Diez

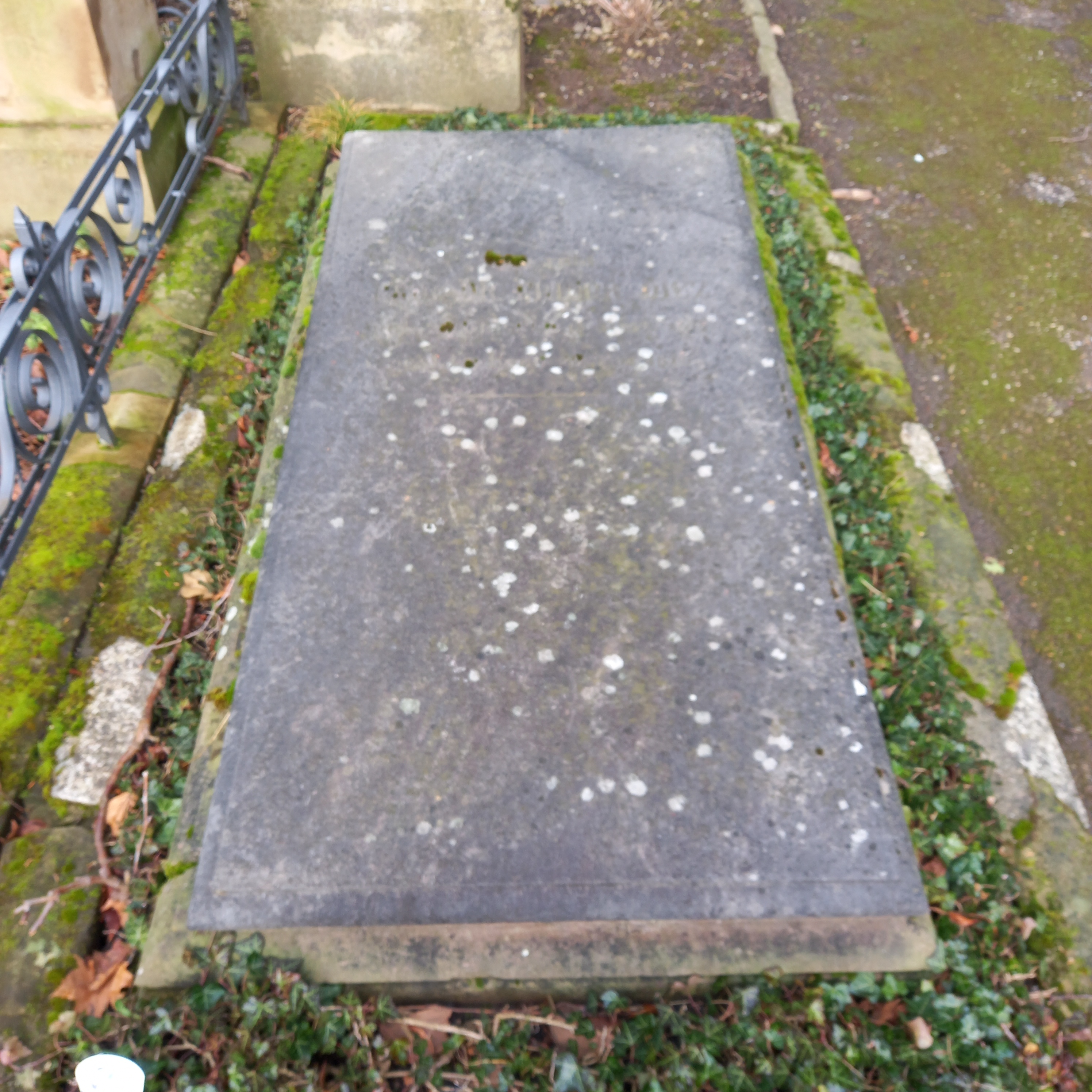
Das Grab von Friedrich Christian Diez auf dem Alten Friedhof in Bonn

Friedrich Christian Diez (* 15. März 1794 in Gießen; † 29. Mai 1876 in Bonn) war ein deutscher Romanist.

## Leben
Friedrich Christian Diez besuchte das Gymnasium und anschließend die Universitäten seiner Heimatstadt Gießen (1811–16) und Göttingen (1816–18). Hier studierte er zunächst Klassische Philologie sowie Moderne Sprachen und Literaturen, unter anderem bei Friedrich Gottlieb Welcker, der bei ihm das Interesse für die italienische Dichtung weckte. Er übersetzte Werke von Lord Byron und Walter Scott und begann, sich für mittelalterliche Literatur zu interessieren. Im Jahr 1813 nahm er an den Befreiungskriegen gegen Napoleon teil. In dieser nationalistisch geprägten Zeit dichtete er: Deutsch und gut – oder an den Galgen mit / der Franzosen-Bruth. Während seines Studiums wurde er Mitglied der Teutschen Lesegesellschaft (1814) und der Göttinger Burschenschaft.
Nach einer Begegnung mit Johann Wolfgang von Goethe begann er sich für die Dichtung der Troubadours zu interessieren. Goethe hatte die von François-Juste-Marie Raynouard herausgegebene Sammlung okzitanischer Dichtung gelesen und regte Diez dazu an, sich eingehender damit zu befassen. Nach einigen Jahren als Hauslehrer und Bibliothekar in Darmstadt und Utrecht promovierte Diez 1821 in Gießen, 1822 folgte die Habilitation in Bonn. 1830 wurde er in Bonn auf einen Lehrstuhl für mittelalterliche und moderne Sprachen und Literaturen berufen, den er bis zu seinem Tod 1876 innehatte.

## Leistungen
Diez veröffentlichte zunächst zwei Werke zur Dichtung der Troubadours, Die Poesie der Troubadours (1826) und Leben und Werke der Troubadours (1829). In den folgenden Jahren widmete er sich der Grammatik der romanischen Sprachen (1836–44), indem er die von Franz Bopp und Jacob Grimm entwickelte Methode des Sprachvergleichs auf der Basis der lautgesetzlichen Entwicklung auf die romanischen Sprachen anwandte. Diez bezeichnete diese Vorgehensweise auch als „kritische Methode“.
Auf der Grundlage des (romanischen) Sprachvergleichs verfasste er 1853 das Etymologische Wörterbuch der romanischen Sprachen, in dem er die etymologische Forschung auf eine wissenschaftliche Basis stellte. Hier beschäftigte er sich vor allem mit den romanischen Nationalsprachen Französisch, Spanisch, Italienisch, Portugiesisch und Rumänisch und aufgrund seiner kulturellen Bedeutung im Mittelalter auch mit dem Okzitanischen. Romanische Minderheitensprachen wie Katalanisch, Sardisch und Rätoromanisch werden dagegen von Diez nur sporadisch berücksichtigt. Als erster Sprachwissenschaftler machte er hierbei auch das Vulgärlatein zum Forschungsgegenstand. Diez’ „Grammatik der romanischen Sprachen“ von 1836 bewirkte, dass es in der Folge zu einer Professionalisierung und Institutionalisierung der romanischen Philologie in zahlreichen Ländern Europas kam.
Diez’ Bedeutung liegt vor allem in der Entwicklung einer wissenschaftlichen Methode zur Beschreibung der romanischen Sprachen. Als Begründer des Fachs Romanistik an den deutschen Universitäten als komparatistisch angelegtes Fach zeigt sich noch heute sein Einfluss. Zu seinen Schülern in Bonn gehörten u. a. Hugo Schuchardt, Gaston Paris und Adolf Tobler.

## Diez-Stiftung

### Gründung
In Berlin kam der Romanist Adolf Tobler (1835–1910) auf die Idee, eine europäische Diez-Stiftung zu gründen. Es war angedacht, die Stiftung bei einem großen deutschen wissenschaftlichen Institut anzusiedeln. Im Hintergrund dürfte die Berliner Akademie der Wissenschaften stehen, zu deren Aufgaben auch die Organisation und Verwaltung von Stiftungen gehörte (Bopp-Stiftung, Charlottenstiftung).
Unterstützung kam von vielen Seiten; genannt seien die herausragenden Romanisten Graziadio Isaia Ascoli (1829–1907) in Italien, Adolf Mussafia (1834–1905) in Österreich und Gaston Paris (1839–1903) in Frankreich. Retardierende Momente kamen lediglich von dem Grazer Romanisten Hugo Schuchardt (1842–1927), dem die Führerschaft Berlins in der Angelegenheit auch aus politischen Gründen (Deutsch-Französischer Krieg von 1870/71) suspekt war und der es lieber gesehen hätte, würde die Stiftung in Rom angesiedelt.
Schließlich erteilte Kaiser Wilhelm am 7. Juni 1880 der Stiftung die Rechte einer juristischen Person. Die Berliner Akademie erklärte sich bereit, die Stiftung zu betreuen: die Wiener Akademie erklärte sich auch bereit, an der Stiftung maßgeblich mitzuwirken, ebenso die italienische Accademia die Lincei. Mitglieder des Vorstandes waren: der vorsitzende Sekretar der Berliner Akademie Theodor Mommsen (1817–1903), der Historiker Georg Waitz (1813–1886), der Germanist Karl Müllenhoff (1818–1884), Tobler, der Leipziger Romanist Adolf Ebert (1820–1890), der französische Romanist Gaston Paris, der österreichische Romanist Adolf Mussafia sowie der Italiener Graziadio Ascoli. Als Vorsitzender wurde Adolf Tobler vorgeschlagen und gewählt. Das Statut von 1880 legte fest: „Der Zweck der Stiftung ist, wissenschaftliche Arbeiten aus dem Gebiete der romanischen Sprachwissenschaft und der Geschichte der Litteraturen der romanischen Völker zu fördern ohne Rücksicht auf die Nationalität der Verfasser.“ Adolf Tobler selbst wurde 1881 als Ordentliches Mitglied in die Berliner Akademie der Wissenschaften gewählt, womit die romanische Philologie auch in der Akademie institutionalisiert worden war.
Die jahrzehntelang währende gedeihliche Arbeit der Stiftung, die nachfolgend angerissen wird, fand ihr Ende während der Inflation von 1923, als das Stiftungsgeld wertlos wurde und keine Zinsen mehr abwarf. Der Rest wurde vom „Winterhilfswerk“ der Nationalsozialisten vereinnahmt, so dass 1937 die Akademie das Ruhen der Stiftung erklären musste.

### Auszeichnungen
Für die Preiszuerkennung wurde das olympische Quadriennalprinzip gewählt, d. h. über vier Jahre wurde das Schaffen auf dem Gebiet der romanistischen Sprach- und Literaturwissenschaft verfolgt.
Die Auszeichnung für das erste Quadriennium erfolgte für die Arbeit des Italieners Pio Rajna (1847–1930) „Sulle origini dell’epopea francese“ (Florenz 1884). Rajna hatte ein bis heute gültiges Standardwerk geschaffen, in dem aufgezeigt wurde, dass die merowingischen Epen durchaus schon historische Fakten verarbeitet hatten (während Gaston Paris bei diesen Untersuchungen den mythologischen Spuren der Königsepen gefolgt war). Im Jahre 1909 wurde Rajna zum Korrespondierenden Mitglied der Berliner Akademie gewählt.
Die Auszeichnung für das zweite Quadriennium geschah am Leibniz-Tag 1888; sie erhielt der Tobler-Schüler Adolf Robert Gaspary (1849–1892) für seine „Geschichte der italienischen Literatur“, Band 1, Berlin 1884, die als Standardwerk eingeschätzt wurde.
Das dritte Quadriennium erfüllte sich 1892 mit der Prämierung der junggrammatischen Arbeit von Wilhelm Meyer-Lübke (1861–1936) „Grammatik der romanischen Sprachen“, Band 1, Leipzig 1890. Die Entscheidung für dieses Werk zeugt zugleich von der Dominanz der sich in der Romanistik durchsetzenden Methode der positivistischen junggrammatischen Betrachtungsweise, die die romanische Philologie über Jahrzehnte bestimmte.
Das vierte Quadriennium sah wieder Meyer-Lübke als Laureaten, jetzt mit der Arbeit „Italienische Grammatik“, Leipzig 1890.
Im fünften und sechsten Quadriennium siegte ebenfalls Wilhelm Meyer-Lübke mit seiner „Grammatik der romanischen Sprachen“, Band 2, Leipzig 1894, bzw. Band 3, Leipzig 1899.
Das siebente Quadriennium sah als Laureaten den Freiburger Romanisten Emil Levy (1855–1917) für das Werk „Provenzalisches Supplement-Wörterbuch. Berichtigungen und Ergänzungen zu Raynouards Lexique Roman“, Bände 3 und 4, Leipzig 1900–1903, das bis 1924 schließlich auf zehn Bände anwuchs.
Das achte Quadriennium (1904–1907) führte den „Atlas linguistique de la France“ (Paris 1902 ff) von Jules Gilliéron (1854–1926), dem Professor an der Pariser École des Hautes Etudes, zur Auszeichnung. Gilliéron hatte sich der synchronen Sprachgeographie verpflichtet, wobei er die historische Komponente vernachlässigte, was ihm Vorwürfe eintrug.
Im neunten Quadriennium wurde der 3. Band der „Grammaire historique de la Langue française“ (Kopenhagen 1908) des Kopenhagener Romanisten Kristoffer Nyrop (1858–1931) prämiert.
Während des Ersten Weltkriegs wurde die Arbeit der Stiftung ausgesetzt, so dass es erst im zwölften Quadriennium noch einmal zu einer Auszeichnung kam: der Schweizer Romanist Walther von Wartburg (1888–1971) erhielt die Ehre für sein „Französisches Etymologisches Wörterbuch“, Bonn 1922 ff. Das „FEW“ ging bei seiner Lemmaanordnung vom Lateinischen aus und verfolgte die historische Entwicklung eines Stichworts bis zur Gegenwart und in breiter mundartlicher Auffächerung.
Die Akten der Diez-Stiftung sind im Archiv der Berlin-Brandenburgischen Akademie der Wissenschaften erhalten.

## Werke
- Altspanische Romanzen (Berlin 1821).
- Über die Minnehöfe, Beiträge zur Kenntnis der romanischen Poesie (Berlin 1825; franz. v. Roisin, Lille 1842).
- Die Poesie der Troubadours (Zwickau 1826; 2. Aufl. v. Bartsch, Leipzig 1883; franz. v. Roisin, 1845).
- Leben und Werke der Troubadours (Leipzig 1829, mit zahlreichen Übersetzungen; 2. Aufl. v. Bartsch, das. 1882), worin zum ersten Mal eine umfassende und wissenschaftliche Darstellung des Wesens und der Entwicklung der provenzalischen Lyrik im Mittelalter gegeben wird.
- Grammatik der romanischen Sprachen (Bonn 1836–38, 3 Bde.; 4. Aufl., Bonn. 1876–77; engl. v.n Cayley, 1862; franz. v. Brachet u. a., 1872–76).
- Etymologisches Wörterbuch der romanischen Sprachen (Bonn 1853, 2 Bde.; 4. Aufl. v. A. Scheler, Bonn 1878), zu dem Jarnik einen Index herausgab (Berlin 1878). Beide Werke behandeln diese Sprachen zum ersten Mal vom vergleichenden historischen Standpunkt aus und sind dadurch für die romanische Philologie epochemachend geworden.
- Altromanische Sprachdenkmale (Bonn 1846).
- Zwei altromanische Gedichte (Bonn 1852).
- Über die erste portugiesische Kunst- und Hofpoesie (Bonn 1863).
- Altromanische Glossare, berichtigt und erklärt (Bonn 1865).
- Romanische Wortschöpfung. In: Friedrich Diez: Grammatik der Romanischen Sprachen. 4. Auflage. Eduard Weber, Bonn 1875, Anhang. Auch in: Richard Baum und Wolfgang Hillen unter Mitarbeit von Jutta Robens: Romania und Latinitas. Die Entstehung romanischer Schrifttumsgemeinschaften. Romanistischer Verlag, Bonn 2023, Anhang (Faksimile). (siehe dort auch die tabellarische Auflistung der 860 lateinischen Wörter mit Entsprechungen in alphabetischer Anordnung, samt Statistiken, S. 88–168)
- Kleinere Arbeiten und Rezensionen (hrsg. v. Breymann, München 1883).